# Yohann Ndoye-Brouard
Yohann Ndoye-Brouard (Chambéry, 29 de novembro de 2000) é um nadador francês.

## Início da vida
Ndoye-Brouard aprendeu a nadar aos dois anos e ingressou no seu primeiro clube aos seis. Ele nadou para o Dauphins D'Annecy em 2024. Ndoye-Brouard estudou cinesiologia no Institut national du sport, de l'expertise et de la performance em Paris.

## Carreira
No Campeonato Europeu Júnior de 2018, Ndoye-Brouard foi eliminado nas semifinais nos 100 metros e 200 metros costas. Ele só nadou na final do revezamento medley misto e ficou em sétimo lugar. Em 2019, Yohann Ndoye-Brouard conquistou seu primeiro título do campeonato francês. Na Universiade 2019, em Nápoles, ele ficou em segundo lugar nos 100 metros costas e em sexto no revezamento medley. Em dezembro de 2019, no Campeonato Europeu de Pista Curta em Glasgow, ele foi eliminado nas eliminatórias dos 100 e 200 metros peito.
Devido ao adiamento dos campeonatos previstos para 2020 para 2021, os campeonatos previstos para 2021 foram adiados para 2022. Combinado com os campeonatos regulares de 2022, isso resultou em uma agenda muito movimentada em 2022. O Campeonato Mundial aconteceu em Budapeste em junho de 2022. Yohann Ndoye-Brouard ficou em quarto lugar nos 100 metros costas, mas ficou meio segundo atrás do ranking de medalhas. Ele foi eliminado nas semifinais nos 200 metros costas e nos 50 metros costas. O revezamento medley com Ndoye-Brouard, Antoine Viquerat, Léon Marchand e Maxime Grousset ficou em quinto lugar. Um mês e meio depois, no Campeonato Europeu de Roma, Ndoye-Brouard venceu os 200 metros costas com uma vantagem de 0,41 segundos sobre o húngaro Benedek Kovács. O francês ficou em sétimo lugar nos 50 metros costas. O italiano Thomas Ceccon venceu os 100 metros costas à frente do grego Apostolos Christou, enquanto Ndoye-Brouard, terceiro colocado, ficou mais de meio segundo atrás do segundo e do quarto. No final, a equipe masculina de revezamento medley composta por Yohann Ndoye-Brouard, Antoine Viquérat, Clément Secchi e Maxime Grousset alcançou o segundo lugar. Mewen Tomac e Charles Rihoux também receberam prata no revezamento medley por seus esforços preliminares. No final de 2022, o Campeonato Mundial de Short Course de 2022 aconteceu em Melbourne. Ndoye-Brouard terminou em oitavo nos 100 metros costas. O revezamento medley 4 x 50 metros ficou em quinto lugar, com Ndoye-Brouard participando apenas da bateria preliminar. Por fim, terminou em quarto lugar nos 200 metros costas, 0,78 segundos atrás do terceiro colocado italiano Lorenzo Mora.
No final de julho de 2023, no Campeonato Mundial em Fukuoka, Ndoye-Brouard ficou em quinto lugar nos 100 metros costas. O revezamento medley 4 x 100 metros com Yohann Ndoye-Brouard, Léon Marchand, Maxime Grousset e Hadrien Salvan ficou em quarto lugar, com Mewen Tomac sendo utilizado na corrida preliminar. No final do ano, no Campeonato Europeu de Curta Distância em Otopeni, Mewen Tomac venceu os 100 metros costas com 0,24 segundos à frente de Ndoye-Brouard, os dois terceiros lugares simultâneos terminaram 0,08 segundos depois de Ndoye-Brouard. Ndoye-Brouard terminou em quinto lugar nos 200 metros costas.
Nas Olimpíadas de 2024 em Paris, Yohann Ndoye-Brouard terminou em sétimo nos 100 metros costas depois que Mewen Tomac foi eliminado nas semifinais. Tomac chegou à final nos 200 metros costas, enquanto Ndoye-Brouard terminou nas semifinais. O revezamento medley com Yohann Ndoye-Brouard, Léon Marchand, Clément Secchi e Rafael Fente-Damers chegou à final com o tempo mais rápido. Na final, Ndoye-Brouard, Marchand, Grousset e Florent Manaudou nadaram três segundos mais rápido que a equipe preliminar de revezamento. Os franceses ficaram em terceiro, atrás dos chineses e dos EUA, que terminaram 0,37 segundos à frente dos franceses. O revezamento medley misto com Yohann Ndoye-Brouard, Léon Marchand, Marie Wattel e Béryl Gastaldello ficou em quarto lugar, 2,2 segundos atrás do terceiro colocado australiano.